# Hello Cold World
«Hello Cold World» —en español: «Hola mundo frío»— es una canción de la banda estadounidense Paramore. El 7 de noviembre de 2011 fue lanzada como segundo sencillo de la caja recopilatoria Singles, también fue la segunda canción lanzada como parte de la aplicación Singles Club, disponible en descarga digital en la página web oficial de Paramore.
La canción fue grabada junto a «Monster», «Renegade» e «In The Mourning» en una sesión con el productor Rob Cavallo, quién anteriormente había trabajado con Paramore en su álbum Brand New Eyes (2009).

## Recepción

### Comentarios de la crítica
«Hello Cold World» recibió mayormente críticas positivas. Scott Shetler  de PopCrush comentó acerca de la canción que «el estribillo es pegadizo, pero se basa en el mismo cliché acerca de Williams tratando de mejorar la situación», también agregó: «"Hello Cold World" es una melodía acerca de ser feliz con su estilo de vida, y el tono optimista hará a la canción un éxito entre sus oyentes». Robbie Daw de Idolator llamó a la canción «una optimista canción pop rock, que trata de Williams cantando acerca del nerviosismo de ser un adulto joven». El sitio web Spin comentó que la canción «es mucho más que el sonido de una banda sonriendo». El crítico James de Under The Gun Review dijo que la canción «explora nuevos territorios del pop rock, sin dejar de lado la sensibilidad lírica que han mostrado a lo largo de su carrera».